# Karpy
Karpy (ukr. Карпи) – wieś na Ukrainie, w rejonie jaworowskim obwodu lwowskiego.

## Historia
Dawniej przysiółek wsi Smolin w powiecie jaworowskim.